# Municipio de Jefferson (condado de Scioto)
El municipio de Jefferson (en inglés: Jefferson Township) es un municipio ubicado en el condado de Scioto en el estado estadounidense de Ohio. En el año 2010 tenía una población de 2797 habitantes y una densidad poblacional de 44,1 personas por km².

## Geografía
El municipio de Jefferson se encuentra ubicado en las coordenadas 38°53′17″N 82°56′8″O / 38.88806, -82.93556. Según la Oficina del Censo de los Estados Unidos, el municipio tiene una superficie total de 63.43 km², de la cual 63.37 km² corresponden a tierra firme y (0.09%) 0.06 km² es agua.

## Demografía
Según el censo de 2010, había 2797 personas residiendo en el municipio de Jefferson. La densidad de población era de 44,1 hab./km². De los 2797 habitantes, el municipio de Jefferson estaba compuesto por el 97.82% blancos, el 0.04% eran afroamericanos, el 0.46% eran amerindios, el 0.18% eran asiáticos, el 0.07% eran isleños del Pacífico, el 0.04% eran de otras razas y el 1.39% pertenecían a dos o más razas. Del total de la población el 0.39% eran hispanos o latinos de cualquier raza.